# 박규상
박규상(1924년 11월 1일~2003년 8월 1일)은 대한민국의 정치인이다. 제6대 국회의원을 지냈다.

## 역대 선거 결과
|  | 33.5% |

|  | 38.57% |